# International Physicians for the Prevention of Nuclear War
De International Physicians for the Prevention of Nuclear War (IPPNW, vertaald: Internationale Medici ter Voorkoming van Kernoorlog) is een wereldwijde groepering van 60 nationale medische organisaties. Doel van de IPPNW is om onderzoek en educatie te gebruiken voor het voorkomen van een kernoorlog, en het aanmoedigen van kernwapenontmanteling. De Belgische vertegenwoordigers zijn Artsen voor vrede (Nederlandstalig) en de Association Medicale Pour La Prevention de la Guerre Nucleaire (Franstalig), in Nederland wordt de IPPNW vertegenwoordigd door de NVMP Artsen voor Vrede. voorheen de Nederlandse Vereniging voor Medische Polemologie.

## Geschiedenis
De IPPNW werd opgericht in 1980 door Dr. Bernard Lown, cardioloog aan de Harvard School of Public Health, en Dr. Evgueni Chazov, lid van het USSR Cardiological Institute. Gebaseerd op onderzoek produceerden ze een “medische waarschuwing aan de mensheid”, over de gevolgen van een kernoorlog voor de gezondheid en het milieu. De groep publiceerde voor hun campagne boeken en artikelen voor professionele tijdschriften en andere populaire media.
Midden jaren 80 van de 20e eeuw had de IPPNW rond de 145.000 leden, en begin jaren 90 200.000 leden uit meer dan 60 landen. Het hoofdkwartier van de groep bevindt zich in Cambridge, Massachusetts.
De IPPNW heeft sinds zijn oprichting zijn originele vier puntenmandaat uitgebreid naar het voorkomen van alle oorlogen en beter inzicht krijgen in het ontstaan van gewapende conflicten.

## Prijzen
In 1984 won de IPPNW de UNESCO UNESCO-prijs voor Vredeseducatie, en in 1985 de Nobelprijs voor de Vrede.